# Ressegem
Ressegem is een dorp in de Belgische provincie Oost-Vlaanderen en een deelgemeente van Herzele, het was een zelfstandige gemeente tot aan de gemeentelijke herindeling van 1977. Ressegem ligt in de Denderstreek.

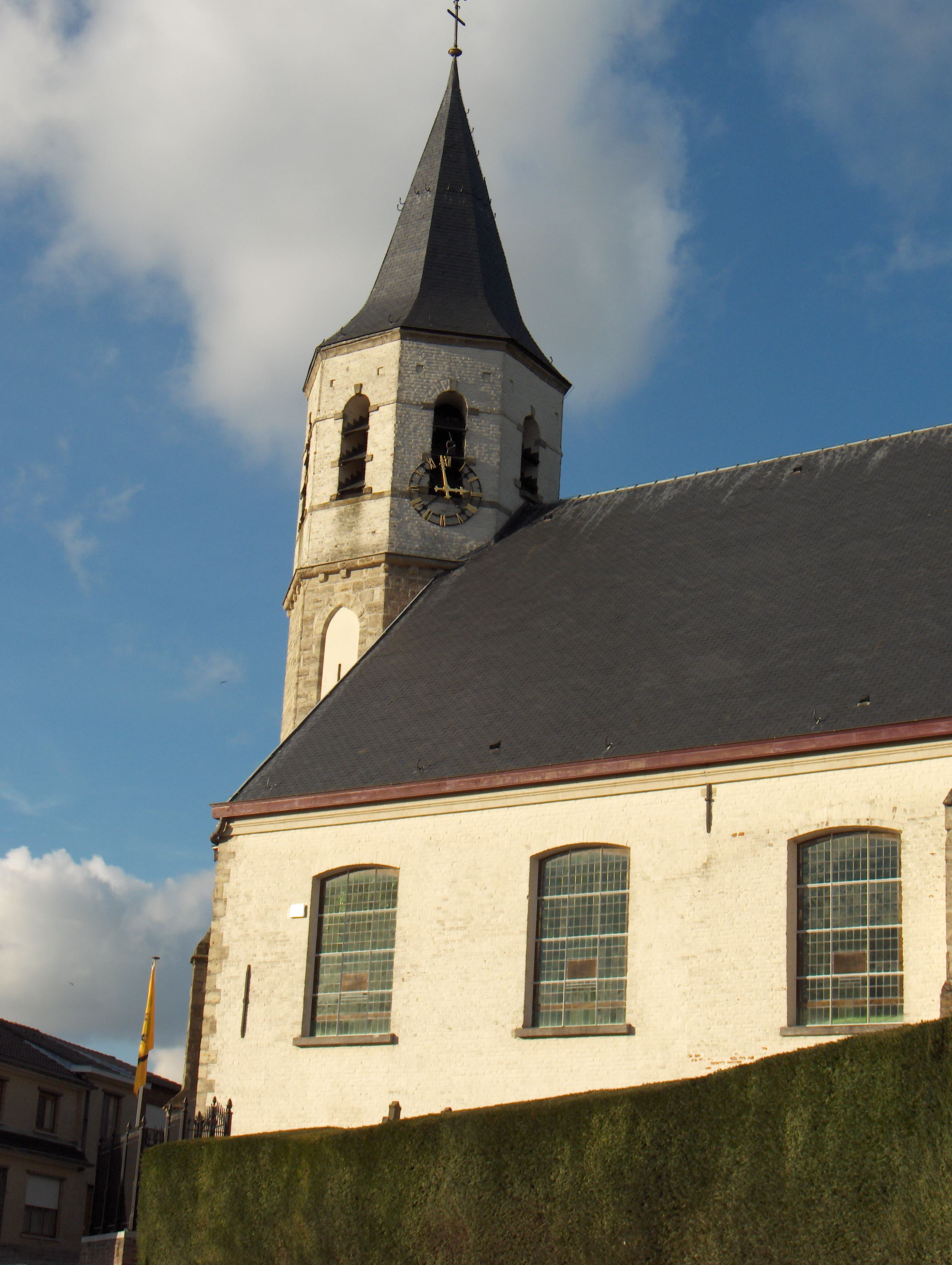
De Sint-Mauritskerk met gotische toren en 18de-eeuws schip

## Geschiedenis
De naam Ressegem vindt zijn oorsprong in Rasseghem, wat betekent de hoeve van Rad-so, een verkleinwoord van Rado. In 1533 werd de heerlijkheid verheven tot baronie.

## Bezienswaardigheden
- De Sint-Mauritiuskerk in laatgotische stijl. De kerk bevat een eenmanualig orgel van Jean-Baptiste Goynaut, dat vroeger in Wieze stond.
- De Onze-Lieve-Vrouw-van-Bijstandkapel

## Natuur en landschap
Ressegem ligt in de Vlaamse Ardennen op een hoogte van 37-77 meter. De Kasteelgracht in Ressegem behoort tot het stroomgebied van de Molenbeek, de Grep daarentegen behoort tot het stroomgebied van de Molenbeek-Ter Erpenbeek.
Ressegem was voornamelijk een landbouwgemeente. Het dorp is gelegen in de Molenbeekvallei, waarin drie mottes terug te vinden zijn. Een van deze dorpsmottes is gelegen achter de pastorie te Ressegem, in de buurt van een Frankische weide. De andere twee zijn gelegen in Erpe en Heldergem. De motte is sinds 1981 een beschermd monument.
- Het Wijngaardbos, gelegen in VEN-gebied op de grens met Aaigem, is eigendom van graaf du Parc Locmaria. Het bos is sterk gedegradeerd door de recreatiedruk van motoren en mountainbikes.
- Het Schapenbrugje vormt de enige verbinding tussen Ressegem en Woubrechtegem. De korte grens tussen deze twee dorpen wordt in zijn geheel gevormd door de Molenbeek die zich ten zuiden van Ressegem bevindt.

## Toerisme
Door dit dorp loopt onder meer de Molenbeekroute en de Denderroute zuid.

## Sport
In Ressegem spelen de voetbalclubs SV Ressegem en VC Ressegem.

## Nabijgelegen kernen
Herzele, Woubrechtegem, Aaigem, Borsbeke

## Demografische ontwikkeling
- Bronnen:NIS, Opm:1831 tot en met 1970=volkstellingen; 1976 = inwoneraantal op 31 december

Deelgemeenten: Borsbeke · Herzele · Hillegem · Ressegem · Sint-Antelinks · Sint-Lievens-Esse · Steenhuize-Wijnhuize · Woubrechtegem

Belgische gemeenten · Arrondissement Aalst · Oost-Vlaanderen · Vlaanderen